# Leptogenys rufa
Leptogenys rufa är en myrart som beskrevs av Mann 1922. Leptogenys rufa ingår i släktet Leptogenys och familjen myror. Inga underarter finns listade i Catalogue of Life.

## Bildgalleri

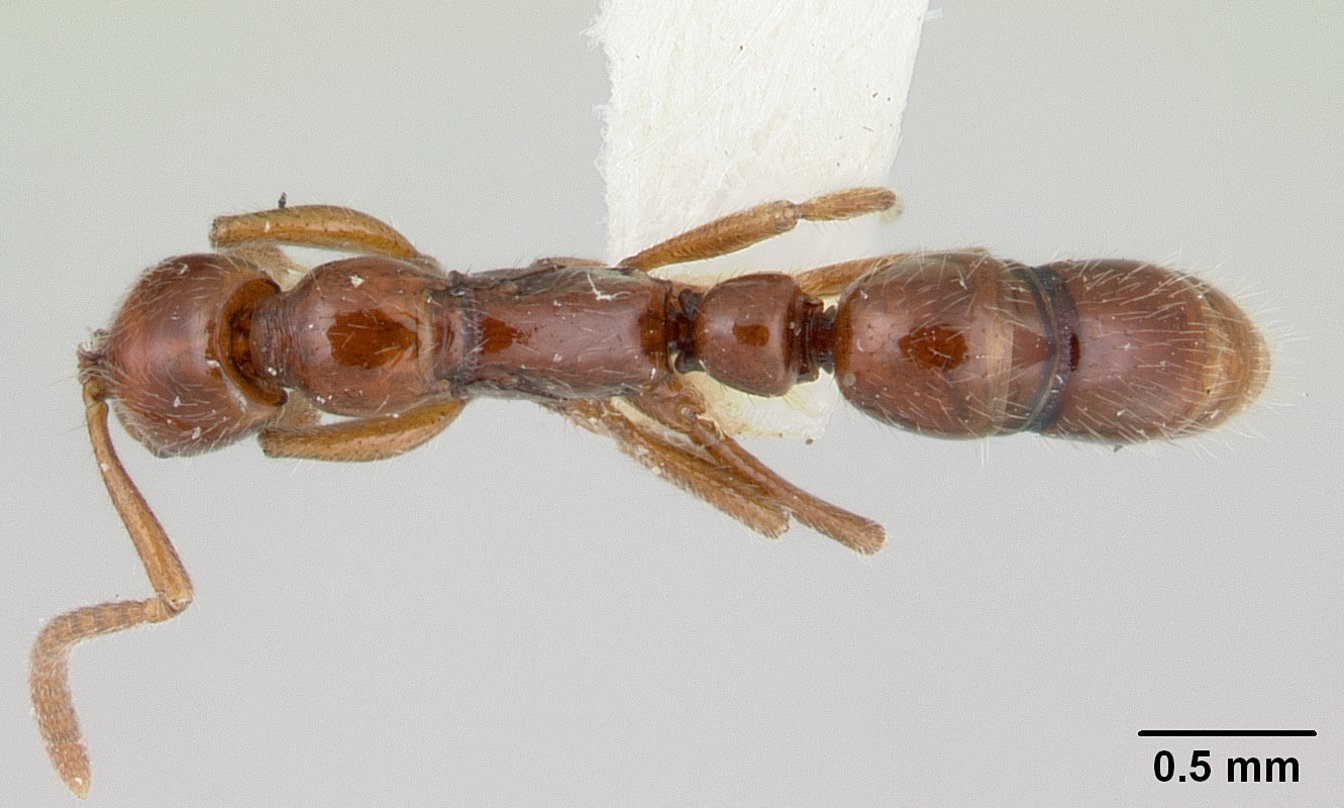
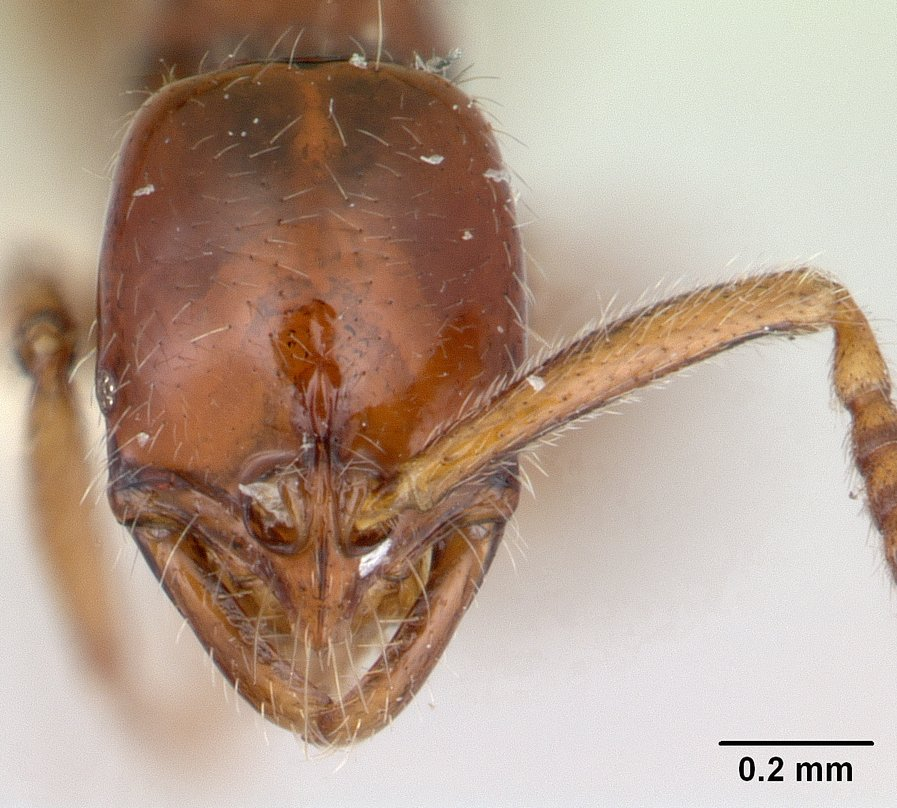
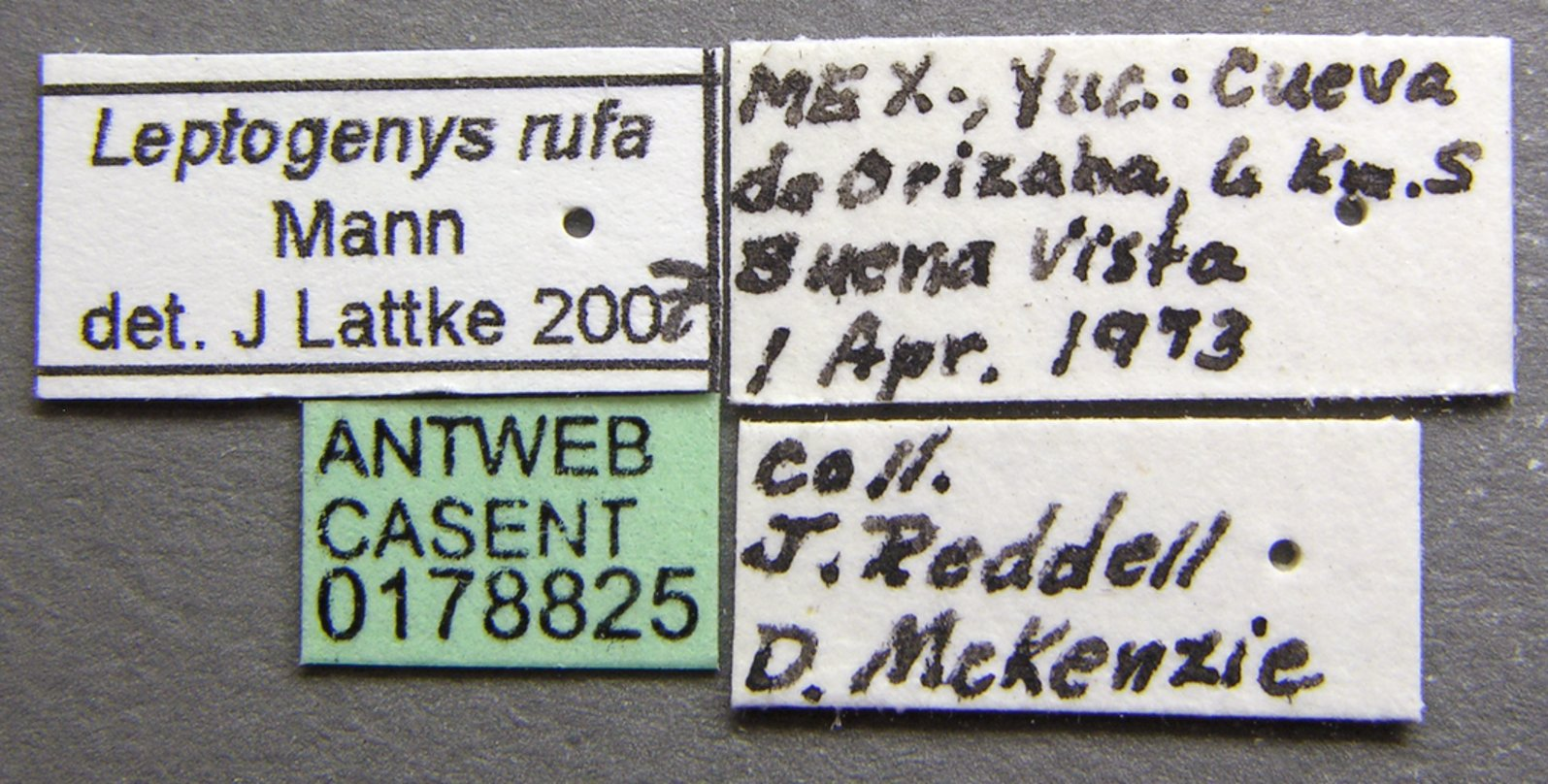
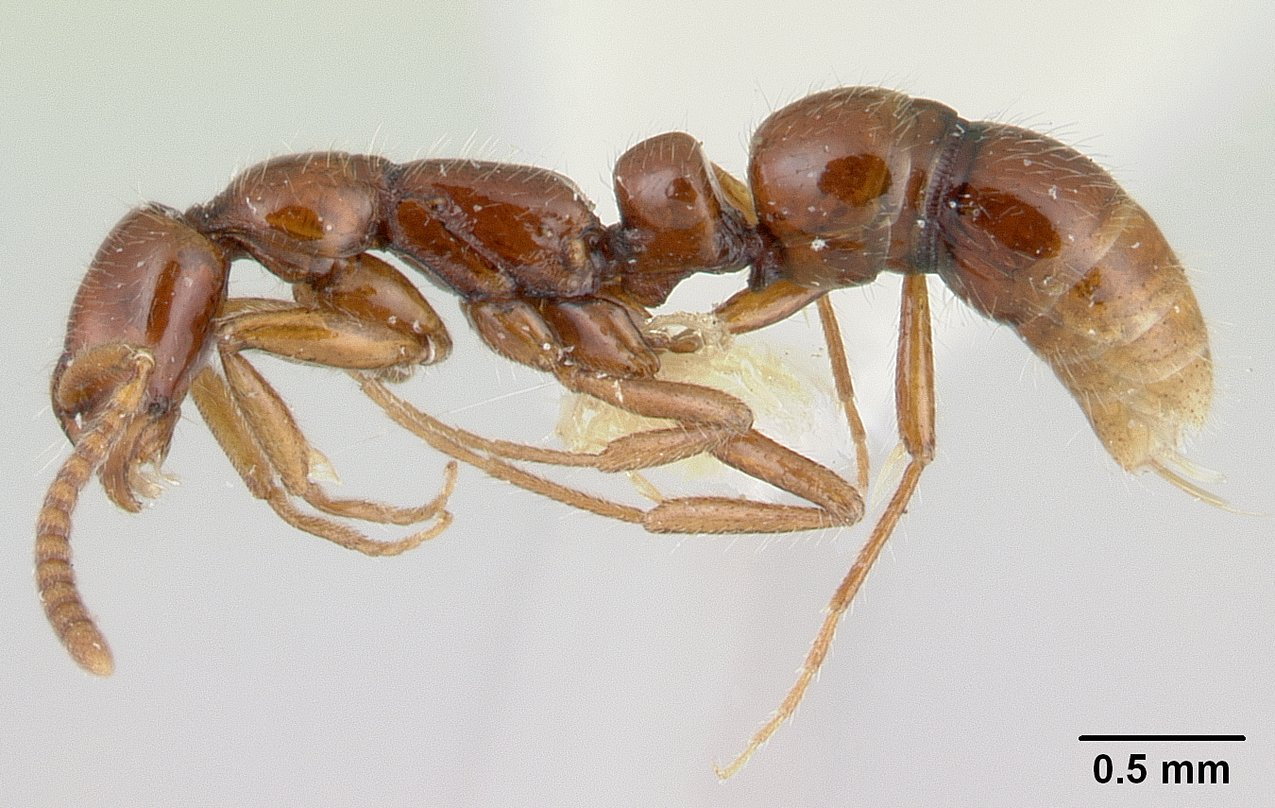